# Lothar Groß (Fußballspieler)
Lothar Groß (* 10. Februar 1940; † 28. Dezember 2022) war ein deutscher Fußballspieler.

## Karriere
Aus dem Nachwuchs von Norden-Nordwest Berlin stammend wechselte Lothar Groß 1957 zur A-Jugend von Tennis Borussia. Dort trainierte der Stürmer außerdem im Kader der ersten Mannschaft mit, kam aber beim Berliner Meister in der Liga nicht zum Einsatz. Stattdessen absolvierte Groß seinen ersten Profieinsatz in der Endrunde um die deutsche Meisterschaft 1958 bei der abschließenden 3:8-Schlappe gegen Eintracht Braunschweig.
Anschließend verließ er die Tennis Borussen wieder und heuerte bei seinem Stammverein an. Mit NNW gelang ihm 1959 der Aufstieg in die Vertragsliga Berlin, aus der Groß’ Mannschaft jedoch umgehend wieder zusammen mit Union 06 abstieg. In dieser Zeit war Wanze unumstrittener Stammspieler und bestritt in der Abstiegssaison alle 30 Spiele.
Nach dem verpassten Klassenerhalt erfolgte der Wechsel zu Hertha BSC. Auch bei der von Hanne Sobek trainierten Alten Dame wurde er 1961 auf Anhieb Stammspieler und konnte am Saisonende die Berliner Meisterschaft feiern. In der dadurch erreichten Endrunde um die deutsche Meisterschaft 1961 kam Groß lediglich bei der 0:1-Niederlage beim SV Werder Bremen zum Einsatz. Da auch die Spiele ohne Groß’ Beteiligung nicht wesentlich besser verliefen, wurde Hertha Gruppenletzter und verpasste so den Einzug ins Finale deutlich. Nach der um nur einen Punkt hinter Tasmania Berlin verpassten Titelverteidigung im Folgejahr, machten es die von einem überragenden Hans-Joachim Altendorff, der in 26 Spielen 41 Treffer erzielte, angeführten Blau-Weißen 1962/63 besser und errangen erneut den Titel des Berliner Fußball Meisters. Deswegen partizipierte man anschließend an der Meisterschaftsendrunde 1963, in welcher Groß alle sechs Gruppenspiele bestritt. Auch wenn es etwas besser lief als zwei Jahre zuvor, konnten die Berliner sich nicht gegen den 1. FC Köln und 1. FC Nürnberg behaupten, sondern lediglich den 1. FC Kaiserslautern hinter sich lassen.
1963 gehörte Groß’ Verein zu den 16 Gründungsmitgliedern der 1. Bundesliga. Unter Josef Schneider bestritt der mittlerweile zum Mittelfeldspieler umfunktionierte Lothar Groß 23 Spiele und konnte am Ende knapp vor Preußen Münster den Klassenerhalt feiern. Im DFB-Pokal bestritt er sogar alle vier Spiele, konnte letztendlich das 1:3-Halbfinalaus bei Eintracht Frankfurt aber auch nicht verhindern.
In der zweiten Bundesliga-Saison tanzte Hertha gleich auf vier Hochzeiten. Während die Blau-Weißen sowohl im DFB-Pokal gegen Eintracht Braunschweig (1:5) als auch im Messestädte-Pokal gegen Royal Antwerpen (2:1 und 0:2) bereits in der ersten Runde ausschieden, machten sie es im weit unbedeutenderen Inter-Toto-Cup wesentlich besser. Nachdem 1961/62 noch die Qualifikation gegen Kaiserslautern durch einen Losentscheid verpasst wurde, zog die von Josef Schneider und ab März 1965 von Gerhard Schulte trainierte Elf ins Halbfinale ein, in dem sie sich dem SC Leipzig zweimal deutlich geschlagen geben musste. In der Liga schaffte man erneut knapp den Klassenerhalt. Da überhöhte Handgelder gezahlt wurden, stufte der Deutsche Fußball-Bund Hertha BSC jedoch in die Regionalliga Berlin zurück.
Diese wurde 1965/66 von den Herthanern dominiert und nur einer Niederlage gegen den Spandauer SV standen 29 Siege gegenüber. In der deshalb erreichten Aufstiegsrunde verfehlten die Berliner den Aufstieg deutlich und beendeten die Gruppenphase hinter Fortuna Düsseldorf und FK Pirmasens als Dritter.
Zur Saison 1966/67 wurde ein erneuter Anlauf genommen. Dazu sollten Veränderungen her, so wurde Groß von Schulte als Abwehrspieler eingesetzt. Die Liga wurde erneut klar dominiert und vor Tennis Borussia als Meister abgeschlossen. Die Aufstiegsrunde endete aber erneut in einem Debakel. In einer Gruppe mit Borussia Neunkirchen, Schwarz-Weiß Essen, SV Arminia Hannover und Bayern Hof wurde Hertha BSC abgeschlagener Letzter.
Auch im dritten Anlauf unter dem neuen Trainer Helmut Kronsbein gewann die Alte Dame die Berliner Meisterschaft. Lothar Groß war mittlerweile zum vereinsinternen Regionalliga-Rekordspieler aufgestiegen und hatte von 90 Spielen 87 bestritten. Nachdem in den beiden Vorjahren jeweils der Aufstieg verfehlt wurde, lief es nun in der Aufstiegsrunde besser und Hertha gewann ihre Gruppe vor Rot-Weiss Essen und SV Alsenborn und kehrte somit nach drei Jahren Abwesenheit in die Bundesliga zurück.
Dort starteten die West-Berliner denkbar schlecht und konnten erst am 6. Spieltag gegen den SV Werder Bremen den ersten Saisonsieg einfahren. Am Saisonende reihte man sich hinter dem 1. FC Köln als 14. ein und konnte so den Klassenerhalt feiern. In der bis dato erfolgreichsten Saison wurde Hertha 1970 überraschend hinter Borussia Mönchengladbach und FC Bayern München Dritter. Außerdem zog man sowohl im DFB-Pokal (0:1 bei Alemannia Aachen durch ein Elfmeter-Tor in der 89. Minute) als auch im Messepokal (1:0 und 0:2 gegen Inter Mailand) ins Viertelfinale ein.
Lothar Groß hatte mittlerweile seinen Status als unangefochtener Stammspieler verloren und zog nach insgesamt 81 Bundesligaeinsätzen (3 Tore) 1970 zu Tasmania weiter und auch dort konnte er sich umgehend den Berliner Meistertitel sichern. Bei den Neuköllnern erlangte er sofort einen Stammplatz und behielt ihn, bis er nach drei Jahren, in denen er 97 Regionalliga-Spiele (11 Tore) absolvierte, den Verein in Richtung Spandauer SV verließ.
Auch in Spandau wurde Groß eine feste Größe und konnte 1973/74 gleich den Klassenerhalt feiern. In diesem Jahr schoss Groß für Spandau sieben Tore in 31 Spielen. Zur Saison 1974/75 wurde die Liga reformiert und die Oberliga Berlin mit 18 Mannschaften eingeführt. Dort gewann der SSV völlig überraschend vor Hertha Zehlendorf. Ohne eine sich eine Chance auszurechnen nahm Spandau an der Aufstiegsrunde zur 2. Bundesliga Nord teil. Dort traf man auf Westfalia Herne und VfB Oldenburg. Da man die Oldenburger zweimal besiegen konnte, stiegen die Spandauer auch für sich selbst überraschend auf. So hatte man den Kader schon komplett für die neue Oberliga-Saison zusammengestellt und musste mit diesem nun als dritter Berliner Zweitligist neben Tebe und Wacker 04 in der Saison 1975/76 an der 2. Liga teilnehmen. Dort verlor man gleich zum Auftakt gegen Mitaufsteiger Union Solingen vor heimischer Kulisse mit 1:4 und zierte vom ersten Spieltag an das Tabellenende, von welchem man sich über die gesamte Saison nicht mehr lösen konnte.
Vor dem 15. Spieltag, bis dahin hatte der Spandauer SV alle Partien verloren, wurde der ehemalige Handball-Nationalspieler Helmut Kosmehl verpflichtet. Auch wenn prompt gegen Wattenscheid 09 gepunktet wurde, erwies er sich nicht als Verstärkung. Erst am 23. Spieltag wurde gegen Bayer 04 Leverkusen mit 1:0 der erste Heimsieg errungen. Vier Wochen später folgte dann der zweite und letzte Sieg gegen VfL Osnabrück (ebenfalls 1:0). Am Ende der Saison stieg der SSV mit 32 Niederlagen und 115 Gegentoren wieder ab.
Nach diesem Abenteuer, in dem er 21 Spiele (1 Tor) bestritten hatte, beendete der nun 36-jährige Lothar Groß seine Fußballerkarriere.

## Erfolge
- Berliner Meister: 1958 (mit Tebe), 1961, 1963, 1966, 1967, 1968 (mit Hertha), 1971 (mit Tasmania), 1975 (mit Spandau)
- Berliner Pokal-Sieger: 1966, 1967 (mit Hertha), 1971 (mit Tasmania)
- Aufstieg in die 1. Bundesliga: 1968
- Aufstieg in die Oberliga Berlin: 1959